# Per Fjästad
Per Fjästad né le 15 mars 1883 à Stockholm et mort le 18 octobre 1955 est un nageur suédois.
Il est éliminé lors des séries du 200 mètres brasse aux Jeux olympiques de 1908, arrivant deuxième de sa série en 3 min 31 s 4.
Il fait partie du comité d'organisation des épreuves aquatiques des Jeux olympiques de 1912 à Stockholm.
Il est le frère du footballeur Åke Fjästad et du pentathlète Nils Fjästad.

## Sources
- Olympedia
- (en) Erik Bergvall, The Fifth Olympiad : The Official Report of the Olympic Games of Stockholm 1912, Stockholm, Wahlström & Widstrand, 1913, 1117 p. (lire en ligne).